# La Revue musicale
«La Revue musicale» (с фр. — «Музыкальный журнал») — французский музыкальный журнал, основанный музыковедом Анри Прюньером в 1920 году. На своих страницах пропагандировал в основном современную музыку, но обращался и к произведениям старинных композиторов. С редакцией сотрудничали многие выдающиеся представители культурных кругов Франции 1920—1940-х годов.

## История
Журнал появился в 1920 году (по другой информации в 1922 году) благодаря деятельности крупного французского музыковеда Анри Прюньера. В каждом из выпусков, выходивших два раз в год, была представлена информация о музыкальной и хореографической жизни различных стран. В 1935 году критик Сергей Левашов писал о характере и направленности La Revue musicale: «В журнале отводится большое место статьям по истории музыки, теоретическим анализам музыкальных сочинений и даётся почти исчерпывающий обзор текущей музыкальной продукции, начиная с критических рецензий оперных постановок, симфонических, камерных и вокальных концертов, кончая обзорами изданий граммофонных пластинок и вышедших книг». Григорий Шнеерсон, характеризуя его деятельность в межвоенный период, называл его «одним из самых серьёзных и уважаемых музыкальных журналов мира». С 1921 года Прюньер стал организовывать концерты при издании, где были задействованы многие выдающиеся исполнители своего времени. Основу программы этих выступлений составляли произведения современных композиторов, но звучала и старинная музыка, забытые сочинения мастеров прошлых эпох.
Помимо журнала, было выпущено более 160 музыкальных произведений различных композиторов, большинство из которых были французскими и выпускались нерегулярно, в виде 81 приложения, в период между 1920 и 1939 годами. Многие из них были созданы специально для журнала. Целью издания было поддержать новые изменения, происходившие в музыке того времени, и одновременно показать любовь к музыке прошлого. Избегая непримиримого национализма, которым была отмечена французская классическая музыка перед Первой мировой войной, журнал стал ориентиром для части европейской музыки в межвоенный период. Просуществовав двадцать лет, журнал был вынужден закрыться в 1940 году в связи с событиями Второй мировой войны и немецкой оккупацией, но после наступления мира возобновил свою деятельность выпуском сдвоенного номера (февраль-март 1946 года). Являлся органом Французского музыковедческого общества.

## Участники и соавторы
- Эмиль Шартье
- Габриэле Д’Аннунцио
- Филипп Баррес
- Виктор Баш
- Жюльен Бенда
- Константин Брэилою
- Поль Клодель
- Жан Кокто
- Колетт
- Андре Жид
- Эдуард Эррио
- Эмиль Людвиг
- Жорж Сервьер
- Морис Метерлинк
- Анна де Ноай
- Жак Маритен
- Анри де Ренье
- Ромен Роллан
- Андре Суарес
- Поль Валери
- Артур Лурье
- Борис де Шлёцер
- Антуан Бурдель
- Эрмина Давид
- Андре Дерен
- Максим Детомас
- Рауль Дюфи
- Андре де Сегонзак
- Отон Фриез
- Деметриос Галанис
- Наталья Гончарова
- Макс Жакоб
- Мари Лорансен
- Пабло Пикассо